# 中山七里

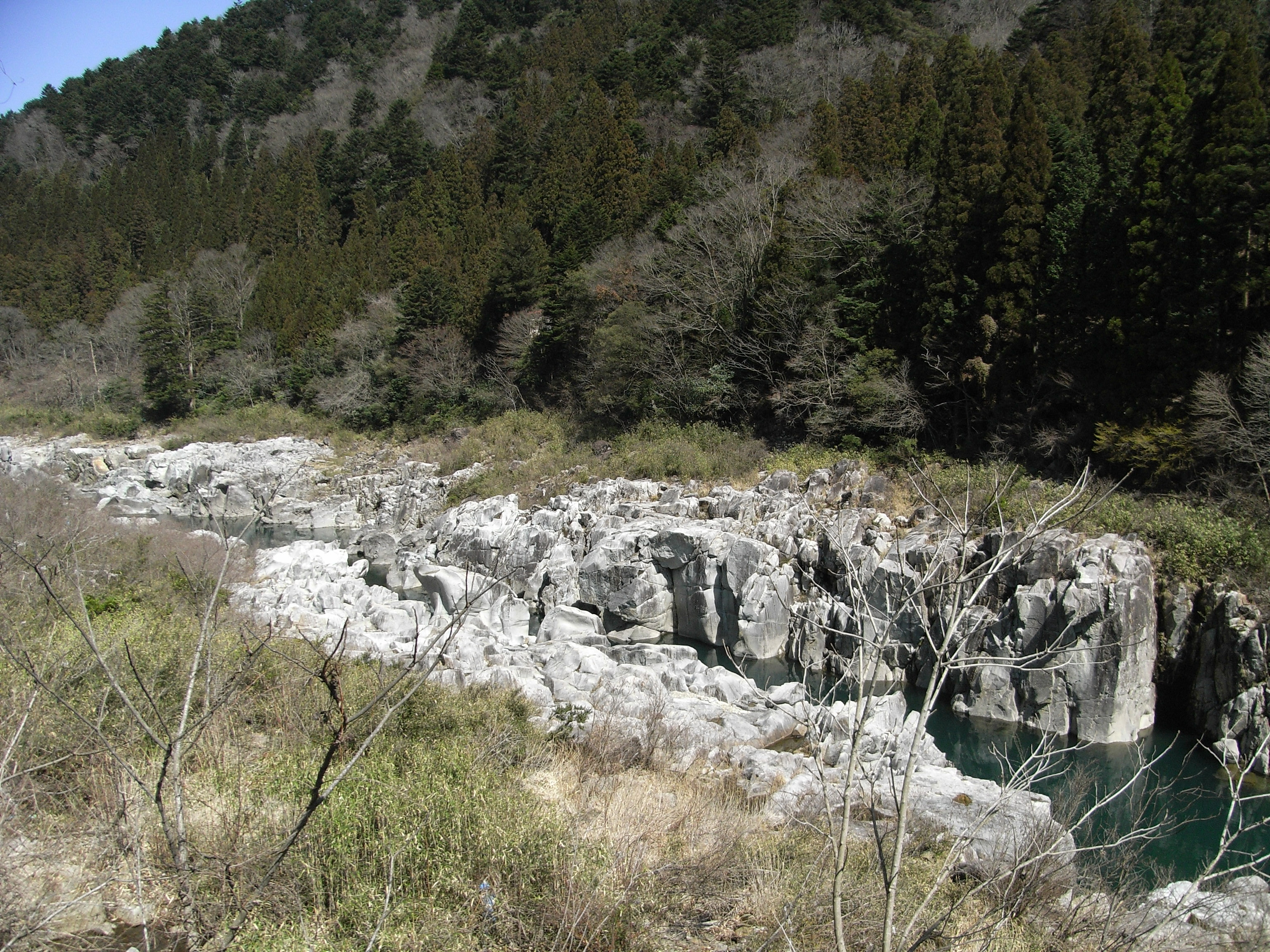
中山七里の風景

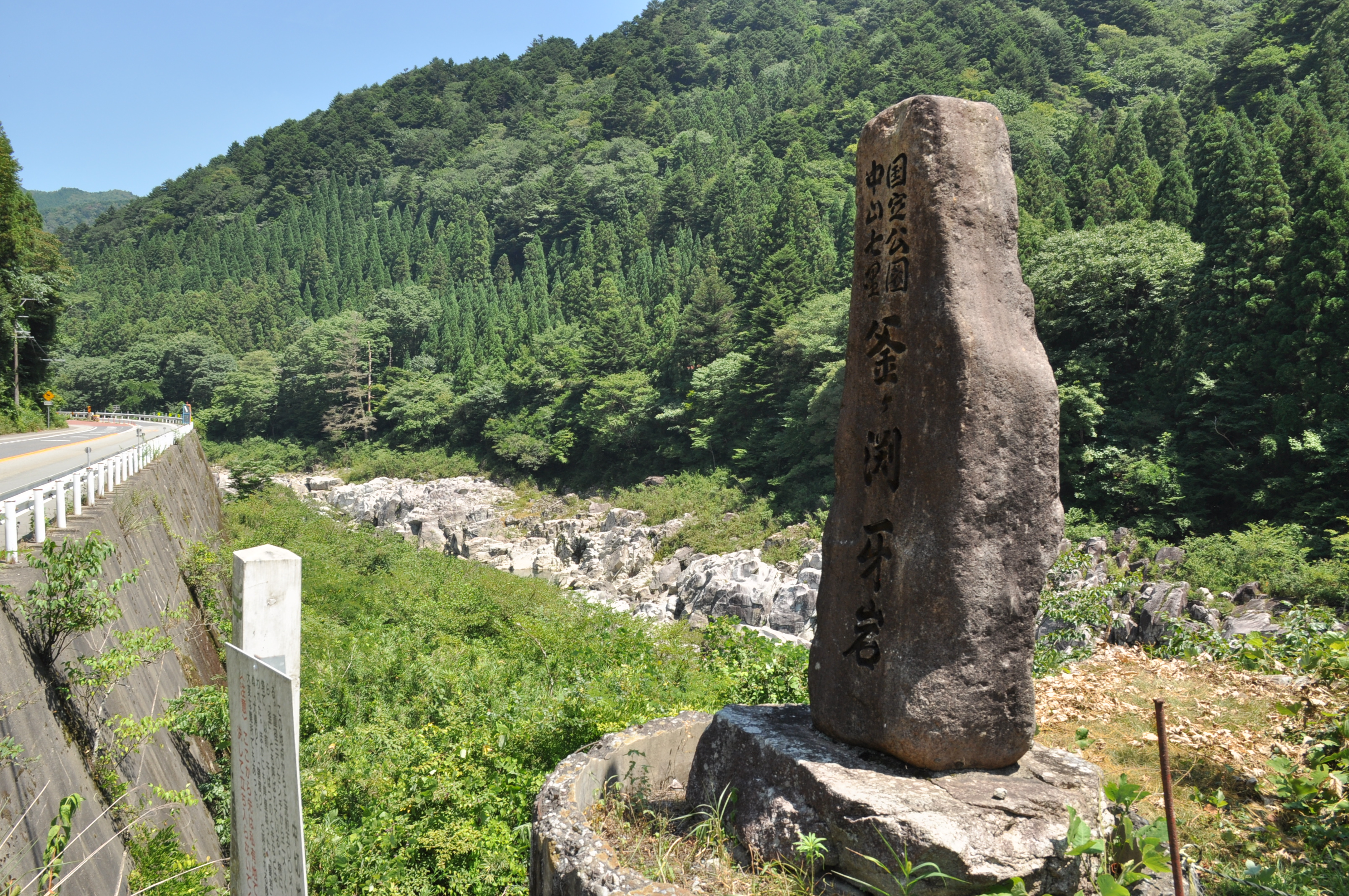
下呂市金山町中切地内より

中山七里（なかやましちり）は、岐阜県にある飛騨川中流の渓谷。またそれを題材とした文芸作品。

## 概要
岐阜県下呂市を流れる木曽川支流の飛騨川の中流に沿って、下呂市三原の帯雲橋(たいうんきょう)から同市金山町金山の境橋にかけて続く、全長約28キロメートルの渓谷。急峻な山地を飛騨川が浸食してできた渓谷で、奇岩や怪石が数多くあり、また春は桜や岩つつじ、夏はホタル、秋は紅葉と、四季折々の風景に富む観光名所となっており、「屏風岩」「羅漢岩」「孝子ヶ池」「牙岩」などが有名である。
付近の下原ダムはこの渓谷の景観を守るため常時放水を行っている。飛騨木曽川国定公園の一部に指定されているほか、飛騨・美濃紅葉三十三選にも選定されている。
この付近には国道41号とJR高山本線が飛騨川に沿って走るため、車窓からでも存分に景色を楽しむことができる。飛騨金山駅、焼石駅、下呂駅下車。
名称の「中山七里」は、豊臣秀吉の武将で飛騨一国の国主となった金森長近が、五つもの峠を越える旧道がいかにも不便なことから、天正14年（1586年）に秀吉の許しを得て飛騨街道の改良に着手、現在の下呂から金山にかけて続く険しい山中の飛騨川沿いの難所を約七里にわたって開いたことに由来する。
岩体は濃飛流紋岩の溶結凝灰岩。岩体を浸食した飛騨川は元々は下呂市の下呂地区から南東の中津川市加子母地区方向へ流れていたが、何らかの理由で南西方向に流路を変え、この区間を流れるようになったとみられる。

## 「中山七里」を題する作品
戯曲
長谷川伸の時代物の戯曲。1929年（昭和4年）10月『舞台戯曲』十月号に発表された。絵に描いたような江戸っ子の木場の政吉は、恋仲のおさんと死に別れると、あてもない旅烏となって諸国を放浪する。それから3年。ある日ひょんなことから助けた娘お仲は、元恋人の生き写しだった。お仲のために命を賭ける政吉を恋と喧嘩と旅で綴った「股旅物」の傑作。幾度も舞台化、映画化、テレビドラマ化された。
新歌舞伎
1929年（昭和4年）10月、新橋演舞場初演。政吉は六代目尾上菊五郎が務めた。新歌舞伎にしては珍しい人気作となり、再演回数も多い。1946年（昭和21年）11月大阪新歌舞伎座の東西合同大歌舞伎で上演された『中山七里』では、二代目市川莚蔵が娘おはなで初舞台を踏んでいるが、これが後の市川雷蔵である。
映画
3作品がある。
- 公開：1930年（昭和5年）11月、製作：マキノ御室、監督・脚本：並木鏡太郎、政吉：四代目澤村國太郎。
- 公開：1930年（昭和5年）12月、製作：ミナトーキー、監督・脚本：落合浪雄、政吉：二代目市川小太夫。
- 公開：1962年（昭和37年）5月、製作：大映京都、監督：池広一夫、脚本：宇野正男・松村正温、政吉：市川雷蔵。

テレビドラマ
1972年（昭和47年）10月に始まったNET『長谷川伸シリーズ』の第4話。制作：NET、東映、監督：原田隆司、脚本：加藤泰、政吉：竹脇無我。
歌謡曲
- 中山七里 (橋幸夫の曲) - 1962年（昭和37年）の大映版『中山七里』の主題歌。作詞：佐伯孝夫、作曲：吉田正、歌：橋幸夫。